# Pinky Malinky
 (janvier 2019).
Si vous disposez d'ouvrages ou d'articles de référence ou si vous connaissez des sites web de qualité traitant du thème abordé ici, merci de compléter l'article en donnant les références utiles à sa vérifiabilité et en les liant à la section « Notes et références ».
Pinky Malinky est une web-série télévisée d'animation américaine en 28 épisodes de 12 minutes, diffusée depuis le 1er janvier 2019 via le réseau de streaming Netflix.
La série est basée sur le court métrage d'animation de Chris Garbutt du même nom produit par Cartoon Network Studios, sorti en 2009. Il s'agit de la toute première collaboration Nickelodeon et Netflix.
Au Canada et dans tous les pays francophones, la série est également diffusée depuis le 1er janvier 2019 sur Netflix, en version française et originale.

## Distribution

### Voix originales
- Lucas Grabeel : Pinky Malinky
- Nathan Kress : JJ Jameson
- Diamond White : Babs Buttman
- Danny Jacobs : Papa
- Retta : Maman
- Vargus Mason : Bob

### Voix françaises
- Alessandro Bevilacqua : Pinky Malinky
- Sébastien Hébrant : JJ Jameson
- Marie du Bled : Babes Buttman
- Pascal Gruselle : Papa
- Nathalie Hons : Maman
- Jean-Paul Clerbois : Bob

- Version française
  - Société de doublage : Lylo Post Production 
  - Direction artistique : Xavier Percy (dialogues) et Marie-Ange Teuwen (chants)
  - Adaptation : Marine Livernette (dialogues) et Marie-Line Landerwijn (chants)

## Épisodes

### Première saison (2019)
1. Tous fous de poppins (Snack)
2. L'animal de compagnie (Pet)
3. La technologie (Tech)
4. Ambassadeur de la bonne humeur (Spirit)
5. Premier hater (Hater)
6. La vidéo (Video)
7. Un grand canard (Duck)
8. Le mannequin (Mannequin)
9. En secret (Secret)
10. Peur de la peur (Scary)
11. Le livre (Book)
12. L'équipe (Team)
13. Le jeu (Game)
14. Infiltré (Undercover)
15. Le sypathique (Fun)
16. Les frères (Brother)
17. Sensei (Sensei)
18. Repérage de repaire (Hangout)
19. La chaussette (Sock)
20. Le compte est bon (Count)
21. Trouver sa voix (Voice)
22. Le téléphone (Phone)
23. L'autre meilleur ami (Friend)
24. Sportif (Gym)
25. La liste (List)
26. En double (Double)
27. Tes yeux (Sight)
28. La punition (Grounded)

### Deuxième saison (2019)
1. Riches (Money)
2. Babs (Babs)
3. L'art du sarcasme (Sarcasm)
4. La chanson (Song)
5. Le cerveau (Brain)
6. Récompensés (Trophy)
7. Le recherche (Search)
8. La coiffure (Haircut)
9. La béquille (Crutch)
10. Souriez (Smile)
11. Grognon (Cranky)
12. Les plantes (Weeds)
13. La classe au-dessus (Advanced)
14. Un pote pour papa (Bestie)
15. Le Roi (King)

16-17. Pinky (Pinky)

### Troisième saison (2019)
1. Le changement (Change)
2. Sur le terrain (Outdoors)
3. Vedettes (Spotlight)
4. Le chien (Dog)
5. L'anniversaire (Birthday)
6. Crise d'identité (Individual)
7. Le diner (Dinner)
8. Le club (Clique)
9. La collecte (Fundraiser)
10. L'homme (Man)
11. Le catch (Wrestling)
12. La gomme (Eraser)
13. Les rêves (Dreams)
14. L'étincelle (Spark)
15. Dégonflé (Wiener)